# Elecciones generales de Camboya de 1976
Las elecciones generales constituyentes de Kampuchea Democrática se celebraron el 20 de marzo de 1976, siendo los únicos comicios realizados durante el régimen totalitario y reaccionario de los Jemeres Rojos y Pol Pot. Un total de 515 candidatos para los 250 escaños fueron expuestas por el dominado por los comunistas Frente Unido Nacional de Kampuchea, 150 de los cuales debían ser elegidos de entre el campesinado, 50 de los trabajadores de la industria, y 50 del Ejército Revolucionario de Kampuchea. Después de la elección, la Asamblea convocó nuevamente elegido el 11 de abril, la elección de una nueva administración con el Secretario General Pol Pot como primer ministro y su predecesor interino Khieu Samphan como Presidente del Presidium del Estado, expulsando al Príncipe de Camboya Norodom Sihanouk, que hasta entonces había apoyado a la guerrilla. El número de votantes se informó a ser 98.0%.

## Resultados
|                          |                                    |           |      |         |
| Partido                  | Partido                            | Votos     | %    | Escaños |
|                          | Frente Unido Nacional de Kampuchea | 3 393 611 | 100% | 250     |
|                          |                                    |           |      |         |
| Total                    | Total                              | 3 393 611 | 100  | 250     |
| Votantes / Participación | Votantes / Participación           | 3 462 868 | 98   |         |